# Apaloderma
Apaloderma en un género de ave trogoniformes perteneciente a la familia Trogonidae que habitan en África.

## Especies
El género contiene tres especies:
- Apaloderma narina - trogón de Narina o surucuá de Narina;
- Apaloderma aequatoriale - trogón carigualdo o surucuá ecuatorial;
- Apaloderma vittatum - trogón montano o surucuá de cola franjeada.